# Hieracium schultesii
Hieracium schultesii là một loài thực vật có hoa trong họ Cúc. Loài này được F. Schultz mô tả khoa học đầu tiên.